# سنچری سیتی (لس آنجلس)
سنچری سیتی، لس آنجلس (به انگلیسی: Century City, Los Angeles) یک محله در ایالات متحده آمریکا است که در شهرستان لس آنجلس، کالیفرنیا واقع شده‌است.

## نگارخانه

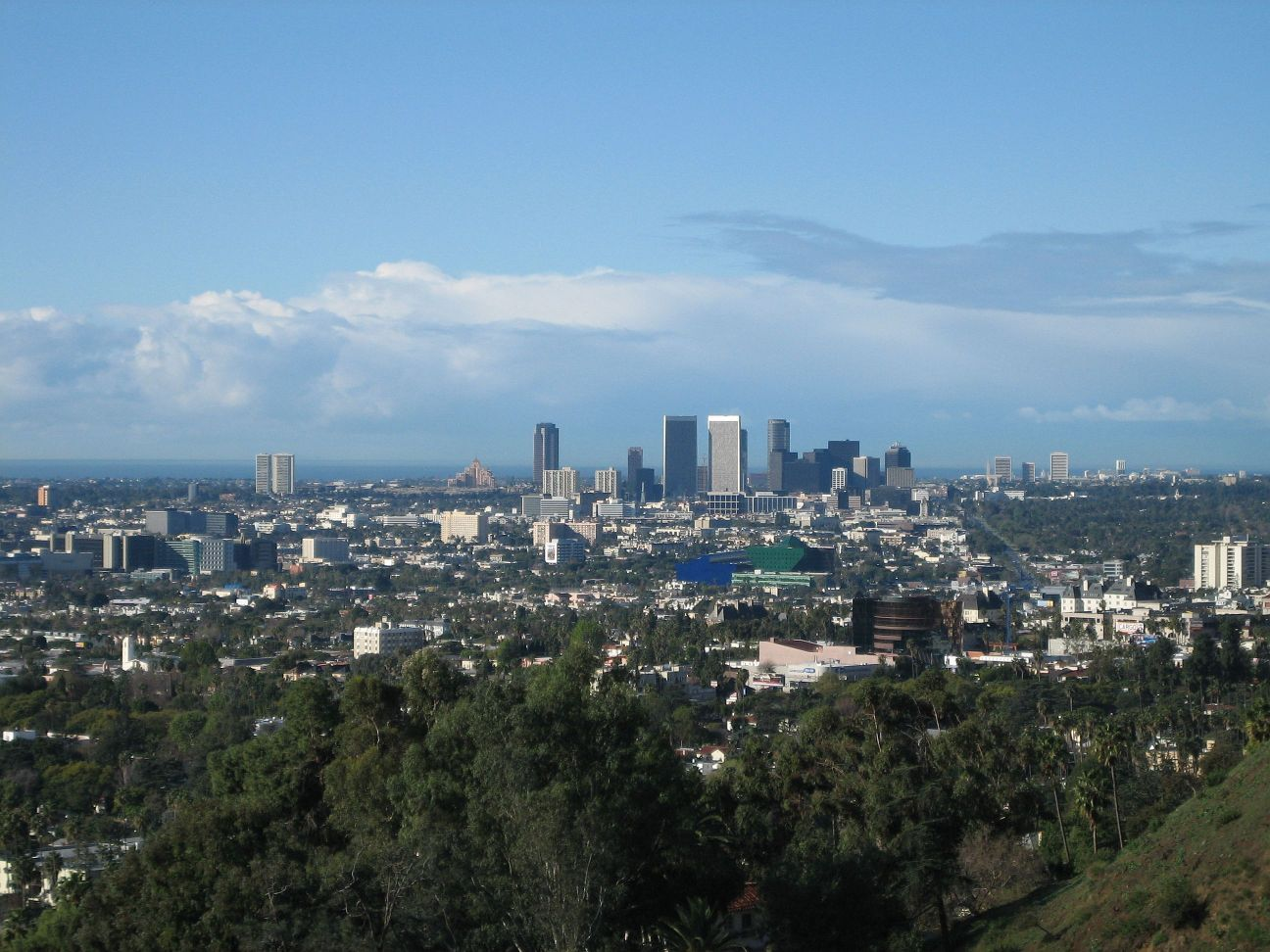
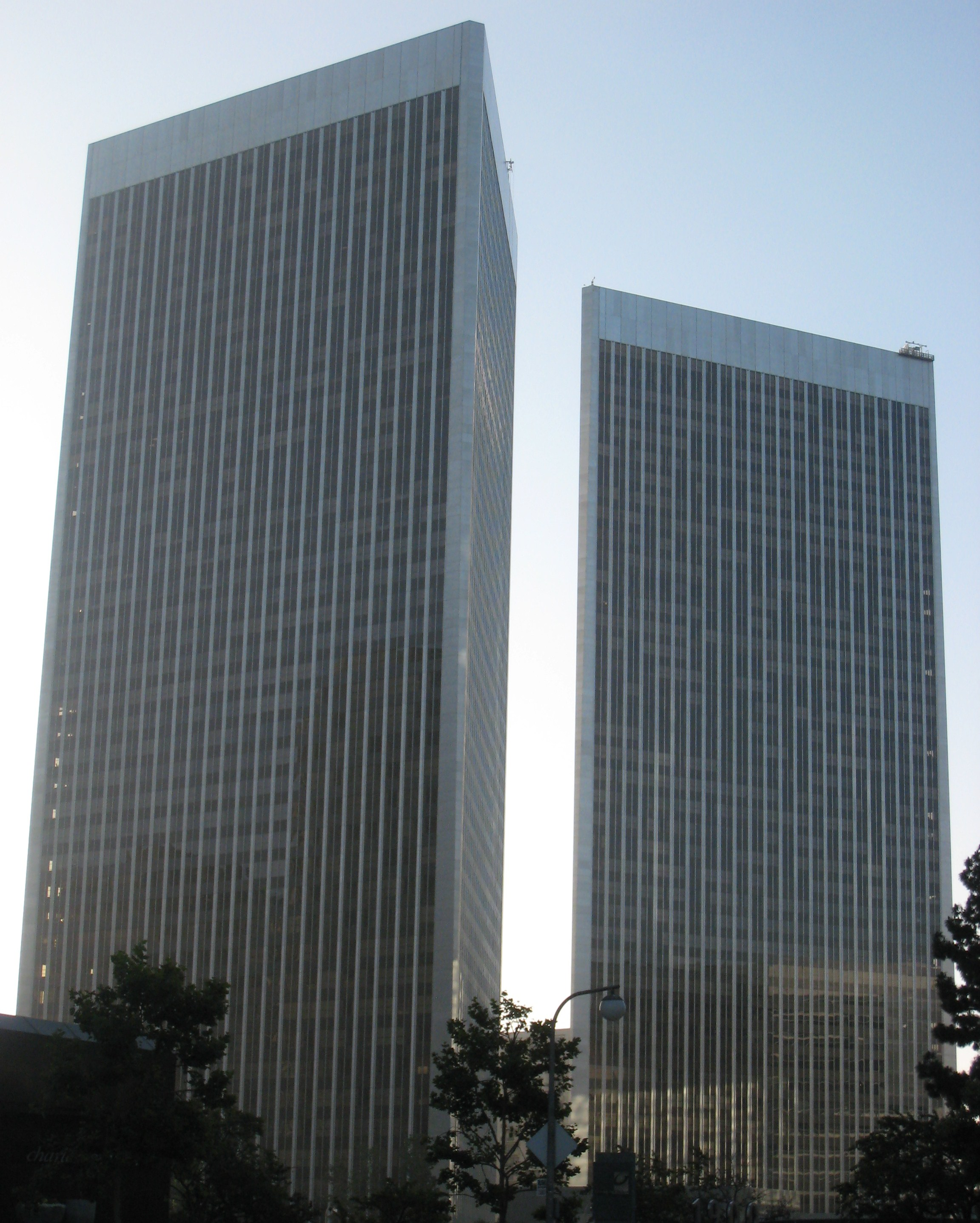
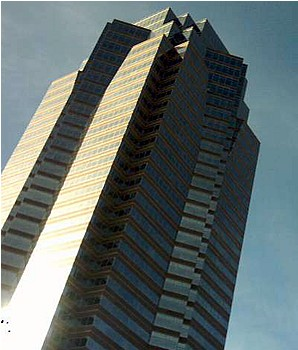